# Jens Landbo Berthelsen
Jens Landbo Berthelsen (født 16. oktober 1876 i Vang ved Thisted, død 3. maj 1927 i København) var en dansk arkitekt. Søn af gårdejer Anders Berthelsen og Else Marie Landbo, gift 1. november 1907 i København med Anne Mathilde Ingefred (født 9. oktober 1882).
Landbo Berthelsen blev udlært tømrersvend fra teknisk skole i 1903 og ansat som tegner hos Ludvig Andersen i 1905. Han tog senere uddannelse på Kunstakademiet i København under professorerne Martin Nyrop og Hans Kampmann (oktober 1905, afgang januar 1913), og derudover har han også været ansat hos Valdemar Ingemann, Ph. Smidth, Aage Lauritzen og Caspar Leuning Borch. Han foretog rejser til Tyskland, Schweiz og Italien i 1900 og 1909.
Landbo Berthelsen åbnede i 1910 egen tegnestue beliggende på Amagerbrogade 121, og han betragtede selv KFUM's bygning i Sundby som sit hovedværk.

## Værker
- Nordiske mekaniske værksteder, hjørnet af Øresundsvej/Strandlodsvej, København (1910)
- Ejendommen Gammel Kongevej 122 på hjørnet af Bülowsvej, Frederiksberg (1911)
- Beboelsesejendommen Allégade 25, Frederiksberg (1912)
- Hjørnet af Brigadevej/Sundholmvej, København (1912)
- Villaerne på Moltkesvej 3, 5 og 14, Frederiksberg (1913-15)
- Beboelesesejendommen Sundholmsvej 21, København (1914)
- Glarmester J.A. Møllers ejendom på Amagerbrogade 91, København (1919)
- Villaerne på Stockflethsvej 25 og 26, Frederiksberg (1920)
- Ombygning af Amagerbanken, Amagerbrogade 25, København (1920, sammen med Valdemar Schmidt, igen ombygget af Frode Galatius i 1936)
- Frimurerlogen på Blegdamsvej, København (1920)
- Smedemester Ahrenbergs beboelesesejendom på Cumberlandsgade 9 (hjørnet af Sundby Boulevard), København (1920)
- J.W. Reves' fabrikker, Vodroffsvej 26, Frederiksberg (1922)
- KFUM's bygning, Oliebladsgade 7, Sundby, København (1924-25, indviet 2. påskedag den 13. april 1925)
- Ombygning af "Lille Mølle", på Christianshavns Vold, København

- KFUM's bygning
- Allegade 25
- Amagerbanken